# Bagua (cidade)
Bagua é uma cidade do Peru, situada na região do  Amazonas. Capital da  província homônima, sua população em 2017 foi estimada em 24.224 habitantes.